# یوکاری کویون‌لو (شاوشات)
یوکاری کویون‌لو (به ترکی استانبولی: Yukarıkoyunlu) یک منطقهٔ مسکونی در ترکیه است که در شاوشات واقع شده‌است. یوکاری کویون‌لو ۱۳۳ نفر جمعیت دارد.